# Soulsbyville (Kalifornija)
Soulsbyville je naseljeno područje za statističke svrhe u američkoj saveznoj državi Kalifornija. Prema popisu stanovništva iz 2010. u njemu je živjelo 2.215 stanovnika.